# Sihem Msadek
Pour les articles homonymes, voir Sihem.
Sihem Msadek (arabe : سهام مصدق) est une actrice tunisienne.

## Filmographie

### Cinéma
- 1998 : Demain, je brûle de Mohamed Ben Smaïl (ar) : Hallouma
- 2000 : Un Rire de trop (court métrage) d'Ibrahim Letaïef
- 2006 : Fleur d'oubli de Salma Baccar
- 2008 : L'Autre moitié du ciel (Shtar m’haba)[1] de Kalthoum Bornaz

### Télévision
- 1996-1997 : El Khottab Al Bab de Slaheddine Essid, Ali Louati et Moncef Baldi : Naima El Ghoula ou Naima El Kahla
- 2002 :
  - Divorce caprice (Talak Incha) de Moncef Dhouib
  - Gamret Sidi Mahrous de Slaheddine Essid : Saida
- 2003 : Chez Azaïez de Slaheddine Essid
- 2005 : Choufli Hal (invitée de l'épisode 2 de la saison 1) de Slaheddine Essid
- 2009 : Prison Brika de Borhen Ben Hassouna
- 2012 : Bab El Hara 2100 de Haifa Mohamed Araar
- 2013 :
  - Allak Essabat de Ghazi Zaghbani
  - Awled Lebled (pilote) de Selim Benhafsa
- 2014 : Ikawi Saadek d'Émir Majouli et Oussama Abdelkader : Sihem
- 2015 : Awled Moufida de Sami Fehri : Mongia
- 2016 : Warda w Kteb d'Ahmed Rjeb : Arbia
- 2021 : 
  - Ken Ya Makenech d'Abdelhamid Bouchnak : la grand-mère du Petit Chaperon rouge
  - La Tah La Dazouh de Kaïs Aloui : Zeineb alias Zinouba

## Théâtre
- 2015 :
  - Borj Loussif de Chedly Arfaoui, adaptation de la pièce La Chatte sur un toit brûlant de Tennessee Williams
  - Dhalamouni Habaybi, mise en scène d'Abdelaziz Meherzi[2]